# Laura Nyro
Laura Nyro, cuyo nombre original era Laura Nigro (Nueva York, 18 de octubre de 1947-Danbury, Connecticut, 8 de abril de 1997) fue una cantautora estadounidense. Sus colegas y críticos musicales le atribuyen una gran influencia en la música pop de finales de los años 1960 y 1970, aunque el público en general la percibía más como compositora y el mundo profesional como cantante y pianista.
Su trabajo como compositora es conocido especialmente en versiones de otros artistas, como el grupo de pop-soul The 5th Dimension ("Blowing Away", "Wedding Bell Blues", "Stoned Soul Picnic", "Sweet Blindness", "Save The Country" y "Black Patch"), la banda de jazz rock, Blood, Sweat & Tears ("And when I die", "He's a runner"), y artistas como Peter, Paul & Mary, Barbra Streisand o Three Dog Night. Curiosamente, su principal éxito de ventas como cantante, fue el tema "Up on the roof", de Carole King y Gerry Goffin.

## Biografía

### Primeros años
Hija de una familia de raíces italo-católicas y ruso-judías, nació y creció en el distrito de El Bronx en Nueva York. Su padre Louis Nigro era trompetista de jazz y afinador de pianos, su madre Gilda Mirsky, apreciaba la música de Debussy, Persichetti y la voz de Leontyne Price. La familia poseía desde finales de los años 50 un piano Steinway de 75 años, en el que Laura y su hermano Jan, que era tres años menor, aprendieron a tocar el piano. Laura fue principalmente autodidacta aunque dejó de tomar clases de piano al poco tiempo porque sentía que su profesor la intimidaba demasiado. También aprendió por sí misma a tocar la guitarra. Según le cuenta a la revista Life sobre su infancia: “Siempre he cantado desde que pude producir sonidos. Y siempre escribí poemas cortos; Cuando tenía ocho o nueve años, comencé a escribir pequeñas canciones." También ocasionalmente cantaba canciones de estilo doo wop con algunos chicos del barrio puertorriqueño en la estación de metro Grand Concourse cerca de la casa de sus padres. Cuando era adolescente (alrededor de 1964), sus músicos favoritos eran principalmente mujeres afroamericanas, especialmente Patti LaBelle, The Orlons, Martha and the Vandellas, Nina Simone, pero también Joan Baez y Curtis Mayfield, así como los jazzistas Billie Holiday, John Coltrane y Miles Davis. Poco antes de su muerte, Laura Nyro describió sus preferencias musicales de aquellos años como una “muestra representativa de diferentes tipos de música”.

### Primeras grabaciones
A los diecisiete años, abandonó temprano la Escuela Secundaria de Música y Arte de Manhattan para dedicarse exclusivamente a la música. En 1966 tuvo su primera audición en un estudio de grabación. Jerry Schoenbaum, director Verve Records, quedó impresionado por su actuación pues “sus melodías eran muy extrañas y distintas a cualquier cosa popular en ese momento: la duración del compás, las progresiones de acordes, las letras, todo era inusual”. Y aunque Laura se negó a tocar otras canciones que no fueran las suyas, Herb Bernstein produjo un disco de larga duración con ella. Ésta fue la única producción en la que se dejó convencer para hacer pequeñas concesiones y fue el único disco en el que no tocó el piano, sino que estuvo acompañada por Stan Free, un músico de estudio. Incluso como recién iniciada en la industria musical, mostró una enorme voluntad de hacer valer lo que pensaba que era correcto frente a todos los intentos de edulcoración y comercialización. Esto no era nada normal en el negocio de la música en aquella época, especialmente para las mujeres, como recuerda su colega Janis Ian: "Como cantante, casi nunca se te permitía tocar un instrumento en tus grabaciones. Nadie esperaba que escribieras tus propias canciones o incluso que dirigieras la banda de estudio. Para eso estaban destinados los chicos”. En febrero de 1967, el álbum llegó a las tiendas y a los disc-jockeys de las estaciones de radio con el título More Than a New Discovery. En Nueva York, las canciones de Nyro se escucharon relativamente poco, pero en Florida y especialmente en la costa oeste, canciones como Wedding Bell Blues y And When I Die se escucharon con mucha frecuencia. Una de las primeras amantes de su música fue Lesley Gore, quien durante esta época, junto con su hermano Michael, escribió Ride a Tall White Horse, una canción que no se publicó hasta décadas después y que la biógrafa de Nyro, Michele Kort, califica como “una intrépida colección de homenajes y citas musicales”.

## Estilo
Nyro es una de las representantes del estilo denominado Brill Building, un edificio de Nueva York donde estaban las oficinas de representación de un gran número de compositores de éxitos discográficos, caracterizados por una fusión del pop con el jazz, el gospel y el rhythm and blues.

## Discografía

### Álbumes de estudio
- 1967 - More Than a New Discovery (reeditado como The First Songs, 1973)
- 1968 - Eli and the Thirteenth Confession (reeditado en CD, 2002, Columbia Records)
- 1969 - New York Tendaberry (reeditado en CD, 2002, Columbia)
- 1970 - Christmas and the Beads of Sweat March  (reeditado en 2008, BMG-Sony)
- 1971 - Gonna Take a Miracle (con el grupo LaBelle) (reeditado en CD, 2002, Columbia)
- 1976 - Smile
- 1978 - Nested (reeditado en CD, 2008, Iconoclassic[7])
- 1984 - Mother's Spiritual
- 1993 - Walk the Dog and Light the Light
- 2001 - Angel in the Dark (disco póstumo, grabado en 1994-1995)

### Álbumes en vivo
- 1977 - Season of Lights (reeditado en CD, 2008, Iconoclassic)
- 1989 - Laura: Live at the Bottom Line
- 2000 - Live at Mountain Stage (grabado en 1990)
- 2002 - Live: The Loom's Desire (grabado en 1993-1994)
- 2003 - Live in Japan (grabado en 1994)
- 2004 - Spread Your Wings and Fly: Live at the Fillmore East (Grabado el 30 de mayo de 1971)

### Recopilatorios
- 1970 - Laura Nyro-Collections (Sony)
- 1980 - Impressions
- 1997 - Stoned Soul Picnic: The Best of Laura Nyro
- 2000 - Time and Love: The Essential Masters